# Etac
Etac är en svensk-grundad multinationell koncern som utvecklar, designar och säljer ergonomiska rörelsehjälpmedel. Bolaget grundades i Sverige i början av 1970-talet av Sven-Inge Kjell.
Koncernen är känd för sin innovativa och ergonomiska produktdesign för personer med nedsatt rörlighet.

## Historia
Etac grundades av Rullatorkungen Sven-Inge Kjell år 1973, senare grundare/ägare till företag som Dolomite, Volaris och Novista.
Bolaget såldes år 1985 till RFSU och blev RFSU rehab.
Bolaget har genom åren förvärvat andra företag inom rehabiliteringsbranschen. Varumärkena fokuserar på att skapa möjligheter för personer med nedsatt rörlighet.
Etac har fått olika designutmärkelser, till exempel Red dot, Utmärkt Svensk Form, Good Design Award, Award for Excellence.
Sedan 2011 har Etac varit helägt av Johnsonsfärens investmentbolag Nordstjernan AB.

## Produktvarumärken
Varumärkena inom Etac Group är Convaid, Etac, Immedia, Molift, R82 och Star.

### Convaid
Rullstolar för barn med nedsatt rörlighet.

### Etac
Hemvårdsprodukter för personer med nedsatt rörlighet. RFSU Rehab-produkterna går under varumärket Etac sedan 1973.
- Etac manuella rullstolar
- Etac duschpallar, toalettsitsförhöjare samt dusch- och toalettstolar
- Etac småhjälpmedel

### Immedia
För positionering och manuell patientförflyttning.

### Molift
Lyftar och selar för mekanisk förflyttning.

### R82
Produkter för barn med nedsatt rörlighet.

### Star
Luftcellsprodukter för positionering och tryckavlastning.

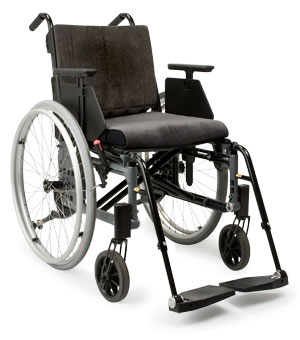
Etac Cross
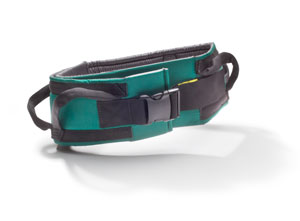
Immedia SupportBelt
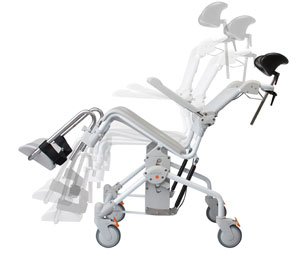
Etac Swift Mobile Tilt

## Tillverkning och distribution
Etacs produkter är konstruerade och/eller tillverkade i Skandinavien och Nordamerika och distribueras från regionala lager. För många produkter utförs den slutliga monteringen av sjukvårdspersonal, förskrivare, återförsäljare eller slutanvändare.
Etac-koncernen har försäljningsbolag i åtta länder, bestående av: Sverige, Danmark, Norge, Tyskland, Nederländerna, Storbritannien, Nordamerika och Australien. Etac säljer via distributörer till stora delar av världen.
Etac har produktionsenheter i fem länder;
- Anderstorp, Sverige (produktvarumärke Etac)
- Gedved, Danmark (produktvarumärke R82)
- Horsens, Danmark (produktvarumärke Immedia)
- Gjøvik, Norge (produktvarumärke Molift)
- Torrance, CA, USA (produktvarumärke Convaid) & Freeburg, IL, USA (produktvarumärke Star)